# Marina Jewgenjewna Tscherkassowa (Eiskunstläuferin)
Marina Jewgenjewna Tscherkassowa (russisch Марина Евгеньевна Черкасова; * 17. November 1964 in Moskau) ist eine ehemalige russische Eiskunstläuferin, die im Paarlauf für die Sowjetunion startete.
Tscherkassowas Eiskunstlaufpartner war Sergei Schachrai. Trainiert wurde das Paar von Stanislaw Schuk. 
Tscherkassowa war 12 und Schachrai war 18 Jahre alt, als sie zum ersten Mal miteinander liefen. Zwischen beiden bestand zu dieser Zeit ein Größenunterschied von 35 cm, da Tscherkassowa nur 1,38 m groß war.
Mit ihrem 18-jährigen Partner gewann Tscherkassowa bei ihrem Europameisterschaftsdebüt 1977 in Helsinki die Bronzemedaille. Seine erste Weltmeisterschaft beendete das Paar im gleichen Jahr auf dem vierten Platz. Der enorme Größenunterschied bedingte Innovationen in Wurf- und Hebe-Elementen. Durch die Erleichterung dieser Elemente durch die physische Konstellation des Paares kam der Begriff vom „Wegwurfpaar“ auf. Daraufhin wurde das Reglement geändert und zu große Größenunterschiede zwischen den Partnern, die der physischen Harmonie entgegenstanden, mit Punktabzug bestraft.
1978 wurden Tscherkassowa und Schachrai in Abwesenheit von Irina Rodnina und Alexander Saizew zum ersten Mal sowjetische Meister und in Straßburg Vize-Europameister hinter ihren überragenden Landsleuten Rodnina und Saizew. Bei der Weltmeisterschaft verfehlten sie als Vierte wie schon im Vorjahr eine Medaille.
1979 nahmen Rodnina und Saizew aufgrund einer Babypause an keinen Wettbewerben teil. Somit verteidigten Tscherkassowa und Schachrai ihren nationalen Meistertitel und wurden in Zagreb Europameister. Bei der Weltmeisterschaft 1979 in Wien errangen sie mit Silber hinter den US-Amerikanern Tai Babilonia und Randy Gardner ihre erste Weltmeisterschaftsmedaille.
Bis 1980 war Marina Tscherkassowa 20 cm gewachsen. Diese Veränderung beeinflusste die technischen Elemente des Paares. Dennoch wurden sie nun eher als Paar wahrgenommen und 1980 wurde ihr erfolgreichstes Jahr. Sowohl bei der Europameisterschaft in Göteborg wie auch bei den Olympischen Spielen in Lake Placid gewannen sie die Silbermedaille hinter ihren zurückgekehrten Landsleuten Rodnina und Saizew. Als Rodnina aufgrund einer Verletzung die Weltmeisterschaft absagen musste, war in Dortmund der Weg frei für Tscherkassowas und Schachrais ersten und einzigen Weltmeisterschaftstitel.
Bis 1981 hatte Tscherkassowa so sehr an Größe und Gewicht zugelegt, dass Schachrai sie nicht mehr gut genug heben konnte. Ihre letzte Medaille gewann das Paar mit Bronze hinter Irina Worobjowa und Igor Lissowski sowie Tina Riegel and Andreas Nischwitz bei der Europameisterschaft 1981 in Innsbruck. Bei der Weltmeisterschaft reichte es nur noch zum vierten Platz. Tscherkassowa und Schachrai traten 1982 noch einmal bei den sowjetischen Meisterschaften an, konnten sich als Vierte hinter Worobjowa/Lissowski, Pestowa/Leonowitsch und Perschina/Akbarow aber nicht mehr für einen internationalen Wettbewerb qualifizieren. Daraufhin beendeten sie ihre Karriere.
Ab 1982 wirkte Tscherkassowa beim Moskauer Eisballett mit, wo sie auch ihren Ehemann traf. 1986 kam ihr Sohn Witali zur Welt und ein paar Jahre später ihre Tochter Daria. Heute arbeitet Tscherkassowa als Trainerin von Kindern in Moskau.

## Ergebnisse

### Paarlauf
(mit Sergei Schachrai)
| Wettbewerb / Jahr           | 1977 | 1978 | 1979 | 1980 | 1981 | 1982 |
| --------------------------- | ---- | ---- | ---- | ---- | ---- | ---- |
| Olympische Winterspiele     |      |      |      | 2.   |      |      |
| Weltmeisterschaften         | 4.   | 4.   | 2.   | 1.   | 4.   |      |
| Europameisterschaften       | 3.   | 2.   | 1.   | 2.   | 3.   |      |
| Sowjetische Meisterschaften | 3.   | 1.   | 1.   |      | 3.   | 4.   |